# Eric Shea
Eric Shea (* 14. Februar 1960 im Los Angeles County, Kalifornien) ist ein US-amerikanischer Schauspieler.
Shea besuchte dieselbe Schule wie Melissa Gilbert und Michael Landons Kinder.
Eine seiner ersten Rollen spielte er 1968 in der Filmkomödie Deine, meine, unsere (Yours, Mine and Ours) an der Seite von Lucille Ball und Henry Fonda. 1972 wirkte Shea neben Yul Brynner und Samantha Eggar in der Fernsehserie Anna und der König (Anna and the King) mit, wo er Annas Sohn Louis darstellte. Im Dezember 1972 hatte er eine größere Rolle in dem Katastrophenfilm Die Höllenfahrt der Poseidon (The Poseidon Adventure). Er war Teil eines Geschwisterpaars (seine Schwester wurde von Pamela Sue Martin gespielt), das auf einem gekenterten Schiff, das kieloben im Mittelmeer treibt, ums Überleben kämpft. Gene Hackman, Ernest Borgnine, Stella Stevens und Shelley Winters verkörperten weitere Passagiere. 1973 spielte Shea dann in der Abenteuer-Komödie Ace Eli and Rodger of the Skies, deren Geschichte von Steven Spielberg entwickelt wurde. An der Seite von James Garner wirkte er 1974 in dem Abenteuer-Film Südsee-Cowboy (The Castaway Cowboy) mit.
Im Fernsehen war er in der Rolle des „Whiz Kid Alvin Fernald“ in vier Episoden von The Wonderful World of Disney zu sehen. Alvin Fernald war ein junger Erfinder, ebenso wie Jason, den er in zwei Folgen der Familienserie Unsere kleine Farm verkörperte. 
Shea spielte in jungen Jahren in weiteren populären Fernsehserien mit, wie beispielsweise Batman, Rauchende Colts oder Notruf California. 1978 spielte er in dem Drama Wer den ersten Stein wirft (When Every Day Was the Fourth of July) seine bisher letzte Rolle.
Shea lebt heute in Los Angeles und arbeitet als Elektrounternehmer.